# Calauit
Calauit est une île de l'archipel Calamian, située juste au large de la côte nord-ouest de l'île de Busuanga. Elle fait partie de la municipalité de Busuanga, dans la province de Palawan, aux Philippines. L'île entière a été déclarée sanctuaire de vie sauvage et réserve de chasse en 1977, et constitue une attraction touristique connue sous le nom de Calauit Safari Park.
Des animaux sauvages ont été importés d'Afrique dans les années 1970, parmi lesquels vingt girafes, des dizaines de zèbres et d'antilopes. Le président philippin Ferdinand Marcos a forcé les habitants à déménager sur l'île de Culion et a ordonné de déboiser les forêts de bambous pour que l'endroit ressemble aux savanes du Kenya. On estime que 254 familles, pour la plupart issues des tribus indigènes Tagbanwa (en), ont été expulsées et relogées dans l'ancienne léproserie de l'île de Culion,.
Les animaux africains continuent d'errer autour de l'île et leur nombre augmente. Ils se reproduisent en consanguinité depuis quatre générations et risquent de s'éteindre à cause du manque de diversité génétique.

## Déplacement des populations autochtones
Dans les années 1970, plusieurs familles, dont celles du peuple autochtone Tagbanwa, ont été expulsées de l'île de Calauit pour faire place aux animaux sauvages importés d'Afrique. Un rapport des Nations unies sur les droits de l'homme et les droits des peuples autochtones a noté que les familles Tagbanwa ont été déplacées dans des conditions de stress et de contrainte après que le décret Marcos a transformé leurs terres ancestrales en un sanctuaire pour les animaux africains.
Les familles ont été réinstallées sur des terres stériles, où elles ont souvent souffert de la faim. Pendant des décennies, les familles ont lutté pour revenir sur ce que les Tagbanwa considèrent comme leur terre ancestrale. Les familles Tagbanwa construisaient des maisons, qui étaient ensuite démolies par les soldats philippins. En 2001, des membres de la communauté Tagbanwa ont été emprisonnés pour avoir tenté de se réinstaller sur l'île.
Après la destitution de Marcos lors de la révolution philippine de 1986, le mouvement Balik Calauit a été organisé pour aider les familles à récupérer leurs terres ancestrales. Le mouvement aide également les communautés indigènes à revendiquer leurs droits humains.